# Michelau (przystanek kolejowy)
Michelau (lb.: Gare Michelau) – przystanek kolejowy w Michelau, w Luksemburgu. Została otwarta w 1874 roku przez Direction générale impériale des chemins de fer d’Alsace-Lorraine.
Obecnie jest stacją Société Nationale des Chemins de Fer Luxembourgeois (CFL), obsługiwaną przez pociągi Regionalbahn (RB).

## Położenie
Znajduje się na linii 10 Luksemburg - Troisvierges, w km 53,245, na wysokości 228 m n.p.m., pomiędzy stacjami Ettelbruck i Goebelsmühle.

## Linie kolejowe
- 10 Luksemburg – Troisvierges